# Lobeza genebrarda
Lobeza genebrarda är en fjärilsart som beskrevs av William Schaus 1928. Lobeza genebrarda ingår i släktet Lobeza och familjen tandspinnare. Inga underarter finns listade i Catalogue of Life.